# Schwarzerium
Schwarzerium is een kevergeslacht uit de familie van de boktorren (Cerambycidae). De wetenschappelijke naam van het geslacht werd voor het eerst geldig gepubliceerd in 1933 door Matsushita.

## Soorten
Schwarzerium omvat de volgende soorten:
- Schwarzerium yunnanum Vives & Lin, 2013
- Schwarzerium hasuoi Niisato & Bentanachs, 2012
- Schwarzerium provostii (Fairmaire, 1887)
- Schwarzerium quadricollis (Bates, 1884)
- Schwarzerium semivelutinum (Schwarzer, 1925)
- Schwarzerium viridescens Hayashi, 1982
- Schwarzerium viridicyaneum (Hayashi, 1956)